# Jung Seok-hwa
Đây là một tên người Triều Tiên, họ là Jung.
Jung Seok-Hwa (tiếng Hàn: 정석화; sinh ngày 17 tháng 5 năm 1991) là một cầu thủ bóng đá Hàn Quốc thi đấu ở vị trí tiền vệ chạy cánh cho Busan IPark.

## Sự nghiệp
Jung ký hợp đồng với Busan IPark ngày 7 tháng 12 năm 2012. Anh là cầu thủ ra sân thường xuyên của đội hình IPark trong mùa giải ra mắt, thường thi đấu ở vị trí tiền vệ trung tâm cùng với Park Jong-Woo. Anh ghi bàn thắng đầu tiên cho câu lạc bộ ngày 4 tháng 5 năm 2014 trước Gyeongnam, có một pha đánh đầu từ đường chuyền của Park Joon-Gang. Trong mùa giải 2016, Jung có 10 pha kiến tạo, cao nhất hạng đấu, và 7 lần có tên trong đội hình tiêu biểu hàng tuần.

## Thống kê sự nghiệp câu lạc bộ
Tính đến 4 tháng 12 năm 2017
| Thành tích câu lạc bộ | Thành tích câu lạc bộ | Thành tích câu lạc bộ | Giải vô địch | Giải vô địch | Cúp     | Cúp       | Play-off | Play-off  | Tổng cộng | Tổng cộng |
| Mùa giải              | Câu lạc bộ            | Giải vô địch          | Số trận      | Bàn thắng    | Số trận | Bàn thắng | Số trận  | Bàn thắng | Số trận   | Bàn thắng |
| --------------------- | --------------------- | --------------------- | ------------ | ------------ | ------- | --------- | -------- | --------- | --------- | --------- |
| 2013                  | Busan IPark           | K League 1            | 32           | 0            | 3       | 0         | -        | -         | 35        | 0         |
| 2014                  | Busan IPark           | K League 1            | 26           | 1            | 2       | 0         | -        | -         | 28        | 1         |
| 2015                  | Busan IPark           | K League 1            | 24           | 2            | 0       | 0         | 1        | 0         | 25        | 2         |
| 2016                  | Busan IPark           | K League 2            | 40           | 4            | 2       | 0         | 0        | 0         | 42        | 4         |
| 2017                  | Busan IPark           | K League 2            | 24           | 1            | 3       | 0         | 2        | 0         | 29        | 1         |
| Tổng cộng sự nghiệp   | Tổng cộng sự nghiệp   | Tổng cộng sự nghiệp   | 146          | 8            | 10      | 0         | 3        | 0         | 159       | 8         |